# Explorers Grand Slam
El "Explorers Grand Slam" o "Adventurers Grand Slam" es un reto para aventureros que consiste en alcanzar el Polo Norte, el Polo Sur y todas las 7 cumbres más altas de cada continente.
David Hempleman-Adams fue el primero en completar este reto en 1998. En abril de 2005, Park Young Seok completó un mayor "Explorers Grand Slam", que incluyó adicionalmente ascender todas las 14 Ochomil. En 2011, el exjugador de Rugby Richard Parks se convirtió en la primera persona en completar el gran reto en un año calendario, lográndolo en siete meses.

## Las Siete Cumbres
Se conoce como las Siete Cumbres a las más altas montañas de cada uno de los siete continentes. Debido a las diferentes interpretaciones sobre los límites de los continentes (geográficas, geológicas, geopolíticas) no existe un consenso sobre cuales son las siete cumbres, por lo que en realidad son nueve las montañas que podrían integrar dicha lista. 
La primera lista de las siete cumbres, conocida como Lista de Bass o Lista Kosciuszko, elige a la montaña más alta de Australia (Monte Kosciuszko, 2228 mnsm) como la más alta de Oceanía. La Lista de Messner o Lista Carstensz, sustituye el Monte Kosciuszko por el Nemangkawi / Jaya o pirámide de Carstensz (4884 m s. n. m.), el pico más alto de Oceanía, en la isla de Nueva Guinea. Ninguna de las dos listas incluyen al Mont Blanc como el más alto de Europa.
Desde el punto de vista de la dificultad técnica, la lista de Messner es el más difícil ya que escalar el Nemangkawi / Jaya es una verdadera expedición, y el logro de la cumbre del Kosciuszko es relativamente fácil. 
Alcanzar la cima de las Siete Cumbres es considerado uno de los mayores desafíos en el montañismo.
| Continente    | Cumbre                       | Altitud | Cadena               | País            | Lista Messner | Lista Bass |
| ------------- | ---------------------------- | ------- | -------------------- | --------------- | ------------- | ---------- |
| Asia          | Everest / Qomolangma         | 8848 m  | Himalaya             | China, Nepal    | X             | X          |
| Sudamérica    | Aconcagua                    | 6962 m  | Andes                | Argentina       | X             | X          |
| Norte América | Monte McKinley / Denali      | 6198 m  | Montañas Rocosas     | Estados Unidos  | X             | X          |
| África        | Kilimanjaro                  | 5893 m  | Rift Valley          | Tanzania        | X             | X          |
| Europa        | Elbrus                       | 5642 m  | Cáucaso              | Rusia           | X             | X          |
| Antártida     | Macizo Vinson                | 4892 m  | Cordillera Sentinel  | Antártida       | X             | X          |
| Oceanía       | Pirámide de Carstensz / Jaya | 4884 m  | Sudirman             | Indonesia       | X             |            |
| Europa        | Mont Blanc                   | 4810 m  | Alpes                | Francia, Italia |               |            |
| Oceanía       | Monte Kosciuszko             | 2228 m  | Great Dividing Range | Australia       |               | X          |

## Montañistas Que Han Logrado el "Explorers Grand Slam"
Tan solo cerca de 30 personas han completado el "Explorers Grand Slam" [¿cuándo?] incluyendo a:
- Sibusiso Vilane
- Maxime Chaya
- Khoo Swee Chiow
- Marcus Tobía
- Will Cross
- Lei Wang
- Jo Gambi
- Rob Gambi
- David Hempleman-Adams
- Heo Young-Ho
- Fyodor Konyukhov
- Alison Levine
- Haraldur Olafsson
- Erling Kagge
- Park Young Seok
- Randall Peeters
- Cecilie Skog
- Wang Yongfeng
- Ci Luo
- Liu Jian
- Wang Shi
- Zhong Jianmin
- Jin Feibao
- Wang Qiuyang
- Stuart Smith
- Bernard Voyer
- Suzanne K Nance
- Richard Parks
- Andrea Cardona